# Società Brasiliana di Belle Arti
La Società Brasiliana di Belle Arti (Sociedade Brasileira de Belas Artes - SBBA) è un ente pubblico che ha per scopo la promozione e la diffusione delle arti figurative. La sede si trova a Rio de Janeiro nella centralissima zona della Lapa, nel Solar del Marchese di Lavradio, uno dei più antichi e meglio conservati edifici coloniali della città, situato in Rua do Lavradio n ° 84. L'edificio, del XVIII secolo, venne costruito come residenza del Vice Re del Brasile, il Marchese di Lavradio.

## Storia
La Società Brasiliana di Belle Arti (SBBA) viene stata fondata il 10 agosto 1910 a Rio de Janeiro inizialmente con il nome di Centro Artistico Juventas. L’anno successivo, il 1 luglio del 1919, prende definitivamente il suo attuale nome. Con decreto della Repubblica degli Stati Uniti del Brasile, il 20 settembre del 1922 la Società Brasilia de Belas Artes (SBBA) diviene un ente di pubblica utilità con il fine di promuovere e di diffondere le belle arti. Dal 1910, nel corso degli anni, la Società ha cambiato più volte sede. 
Nel 1967 la SBBA trova la sua sede definitiva nello storico edificio del Marchese di Lavradio con legge del Parlamento del Governo dello Stato di Rio de Janeiro.

## Organizzazione
Nel corso degli anni la Società Brasiliana di Belle Arti di Rio de Janeiro si è distinta per l’intensa attività accademica svolta quotidianamente e dedicata all’arte visiva e all’arte applicata.
Dal 1960, il patrimonio della SBBA consiste anche in una importante collezione d’arte e di mobilio d'epoca che, per il suo valore storico e artistico, dal 1985 è tutelato dall’Istituto per i Beni Culturali di Rio de Janeiro. La collezione d'arte comprende opere di celebri artisti come, tra gli altri, Arthur Timotheo da Costa, Eliseu Visconti, Marques Junior, Manuel de Araújo Porto-Alegre e Candido Portinari.